# Mycomya pectinifera
Mycomya pectinifera är en tvåvingeart som först beskrevs av Edwards 1925.  Mycomya pectinifera ingår i släktet Mycomya och familjen svampmyggor. Arten är reproducerande i Sverige. Inga underarter finns listade i Catalogue of Life.